# Pierre-Joseph Meeûs
Pour les articles homonymes, voir Meeus.
Pierre-Joseph Meeûs, dit Joseph Meeûs, né à Bruxelles  le 29 juillet 1793 et mort dans cette même ville le 9 mai 1873, est un industriel et homme politique belge.

## Biographie

### Famille
Fils d'Henri Joseph Adrien Meeus, qualifié en 1813 de négociant et de membre du conseil municipal de Bruxelles, et Marie Magdelaine Jeanne Vander Borcht, Pierre Joseph Meeûs naît à Bruxelles le 29 juillet 1793. Jeune homme, il est malade et l'inquiétude est grande. Ses parents assistent à sa guérison et demandent à un artiste de faire son portrait et le remettent sous forme d'ex-voto à l'ancienne église de Laeken à côté de la maison où ils habitaient.
Alors habitant chez ses parents au 96 rue du Bord du Verre, section 2, il épouse en premières noces à Bruxelles le 28 juillet 1813, Thérèse-Françoise Vandermaelen, née à Bruxelles le 3 juin 1792 et morte à Molenbeek-Saint-Jean le 14 mars 1850, sœur du géographe Philippe Vandermaelen. En secondes noces , il épouse le 7 mai 1851 aux Essarts (France) Louise Esther Lavallée (ou parfois nommée ensuite Lavallée de Neven) (Bruxelles 1822 - Bruxelles 1869) qui lui donne seize enfants, le premier de ces enfants étant né quelques jours après que Louise Lavallée ait atteint ses seize ans. Les sept premiers enfants nés de cette relation avec Louise Lavallée, qui sont cités dans l'acte de mariage, étaient nés alors que Joseph Meeûs se trouvait encore dans les liens du mariage avec sa première épouse. Ces enfants étaient légalement adultérins et ne pouvaient dès lors pas être légitimés. Ils le furent néanmoins. Ainsi, la légitimation des enfants nés avant le second mariage de Pierre Joseph Meeûs résulte dès lors de complaisances administratives multiples.
En indivision sur la propriété, les descendants de Jean-Baptiste Meeûs (1647-1694) quittent la résidence familiale du Marly en 1832, à l'issue de plus de 140 ans d'occupation. Joseph Meeûs s'installe à Bruxelles au Quai au Foin, près de son magasin de l'Établissement encyclographique.
Alors domicilié à Paris, il meurt dans sa résidence bruxelloise du boulevard de Waterloo le 9 mai 1873.

### Carrière économique
Cofondateur et directeur de la Société civile Meeûs, active dès 1818, dans le gaz d'éclairage.
En 1822, Joseph Meeûs devient membre fondateur de la Société Générale des Pays-Bas pour favoriser l'Industrie nationale, future Société générale de Belgique.
Par arrêté royal du 21 janvier 1832, il lui fut accordé un brevet de quinze années pour l'invention de l'application de la lithographie de l'impression continue, avec un encrage mécanique continue.
En juillet 1830, il participe avec son père Henri-Joseph à l'Exposition des produits de l'Industrie nationale des Pays-Bas au Musée de l'industrie (Bruxelles). Son beau-frère Philippe Vandermaelen y présenta plusieurs cahiers de son Atlas de l'Europe dédié à S.A.R. le prince d'Orange.
Meeûs est également en 1830 le directeur de l'Établissement encyclographique, une maison d'édition dont le siège se trouvait en 1830 au 33 Quai au Foin à Bruxelles, proche du magasin des Papeteries de La Hulpe (situé au 25 de ce quai) de Daniel Patrice Hennessy (nl). L'amitié des deux hommes permettra à "Hennessy-Père" d'être nommé commissaire de la Société générale de Belgique en 1830. Parmi les œuvres éditées figurent le Sertum botanicum et l’Encyclographie des costumes dont les exemplaires restent recherchés. Le Traité élémentaire de botanique et de physiologie végétale écrit par Arsène Thiébaut de Bernaud a été édité par la Société encyclographique des sciences médicales en 1838.
Membre du Conseil de la Caisse d'Épargne de Paris.

### Carrière politique

#### Bourgmestre  de Neder-Over-Heembeek (1826-1832)
Joseph Meeûs est  bourgmestre de Neder-Over-Heembeek en 1830. Il reprend la place de son oncle Jean-Baptiste Meeûs (1779-1856), l'ancien maire et bourgmestre, qui quitte le Marly pour diriger la construction du Jardin botanique de Bruxelles mais il reste le maître des serres du Marly où Marie-Françoise Wouters, sa deuxième épouse, cultive avec son jardinier Coomans les orchidées qu'elle présentera aux concours du Botanique.

#### Engagement dans la révolution belge de 1830
Le 26 septembre 1830, dans le but d'éviter les incendies lors du bombardement de la ville de Bruxelles par les troupes hollandaises, la distribution du gaz est suspendue sur décision du Gouvernement provisoire.  Sans travail, Meeûs quitte clandestinement Bruxelles en état de siège, rentre à Neder-Over-Heembeek et décide de s'engager activement pour l'indépendance de la Belgique.
Le lendemain matin, Meeûs décida de frapper les troupes néerlandaises : il s'efforça de rallier à la cause de la révolution les habitants de sa commune; il fit sonner le tocsin, réunit les villageois armés, leur fit arborer les couleurs nationales et invita les autorités des communes voisines à se joindre à lui. Il exécuta le même jour l'ordre des généraux Juan Van Halen et Emmanuel van der Linden d'Hooghvorst d'occuper les postes principaux et la Maison de force (prison) de Vilvorde. Le capitaine Achille Charpiny écrira plus tard que  (...) Un des plus importants combats fut celui du Marly, sous Vilvorde, alors occupé par le régiment des chasseurs à pied. Il y eut de part et d'autre des tués et des blessés, et il fallut faire venir du canon pour arrêter l'élan des volontaires, qui ne se retirèrent cependant pas sans ramener comme trophée quelques chevaux de troupe. Ces petits combats eurent pour conséquence de jeter l'inquiétude dans les rangs de l'armée hollandaise, et de la forcer à abandonner ses positions sous Bruxelles, pour aller se retrancher derrière les Nèthes. Ces actions lui valurent la Croix de fer, une décoration spécialement créée pour honorer les citoyens ayant fait preuve de bravoure dans les combats soutenus pour l'indépendance.
Il fit transporter chez lui, au Marly, douze révolutionnaires bruxellois blessés, qu'il fit soigner à ses frais jusqu'à leur complète guérison.

#### Cour des comptes (1831-1836)
Meeûs rejoint la Cour des comptes, sur proposition de Théophile Fallon, Président de la Cour et membre du Congrès national de Belgique. Il occupe ainsi le poste de greffier de l'institution de 1831 à 1836.
En 1836, Meeûs, pourtant candidat, n'est pas reconduit dans ses fonctions. C'est l'unique cas de non réélection connu depuis la création de la Cour. Certains procès-verbaux d'assemblées laissent penser qu'il s'était attiré l'inimitié du président Fallon à la suite d'absences répétées. Les raisons restent obscures. Quoi qu'il en soit, il ne fut pas réélu par la Chambre des Représentants, une majorité de voix se portant sur un certain Jean Hubert après un petit incident de procédure lors du vote. Un article du Propagateur du 21 décembre 1836 présente l'élimination du beau-frère de Ferdinand Meeûs comme un acte politique contre ce dernier, ce qui n'est peut-être pas dénué d'une part de vérité mais qui ne pourra bien sûr pas être prouvé s'agissant d'un vote de parlementaire à bulletins secrets.

#### Bourgmestre  de Molenbeek-Saint-Jean (1836-1842)
De 1836 à 1842, il est bourgmestre de Molenbeek-Saint-Jean. C'est à cette époque qu'il encourage son oncle Jean-Baptiste Meeûs (1779-1856) à ouvrir le Théâtre des Nouveautés, rue du Théâtre à Bruxelles.
Sous sa gouverne, Molenbeek devient ville de manufactures et d'ateliers ; la population augmenta et passa de 4 140 habitants en 1833 à 13 420 habitants en 1848. Il était domicilié Chaussée de Gand n° 7 en bordure de l'Etablissement Vandermaelen.
Une pierre sculptée en souvenir de son mayorat subsiste encore dans la maison communale actuelle au dessus d'une porte de cabinet d'échevin.

## Vie active
- Il est cofondateur de l'université libre de Bruxelles[32] en 1834 - 1835.
- Il est membre du Conseil central de salubrité publique et vice-président de la Commission d'agriculture de Bruxelles[3] qui siégeait à l'hôtel de ville de Bruxelles. Son oncle Jean-Baptiste en était le président.
- Grâce à sa connaissance de la betterave sucrière, il fut appelé par la sucrerie de l'Établissement géographique[33] et plus tard par la Raffinerie de sucre indigène et exotique située à Waterloo et fondée par son cousin germain Pierre-François Meeûs-Brion qui habitait l'hôtel situé à l'angle de la rue de la Loi et de l'avenue des Arts[34]. Il avait souscrit deux cent parts de cette dernière société[35].
- Le premier janvier 1837, Joseph Meeûs s'associe avec Philippe Bourson, docteur en médecine, pour fonder à Molenbeek la Société encyclographique des Sciences médicales (1837-1846). Elle était située Rue de Flandre au 155 à Bruxelles. En 1844, son adresse devient 33 Montagne aux herbes potagères et son directeur, à la fois imprimeur et éditeur, A. Mertens[36]. En 1849, la nouvelle Encyclographie médicale[37] est éditée par l'Imprimerie et Librairie de N. J. Grégoire, Fossé aux Loups 66.
- Comme son père Henri-Joseph en 1784 (le 9 mai)[38] il a été en 1843[39]l'un des derniers prévôts de la Confrérie des âmes du purgatoire de l'église Notre-Dame de la Chapelle (Bruxelles). Il y portait le collier en argent autrefois porté par ses ancêtres, dont Eléonore Meeûs née de Touron, et cousins Meeûs (dont Etienne-Joseph en 1701[40] et en 1711[39]).
- Il a loué à Alexandre Dumas une maison située au 73 boulevard de Waterloo à Bruxelles[41].
- Le 23 mai 1856, il est cité dans un acte sous seing privé comme fondateur et associé de la Compagnie générale de la dorure française, demeurant au Quai de Bourbon, n° 19 à Paris, avec Henry Edouard Chereau, doreur[42].
- Le 28 décembre 1857, il est mentionné, toujours à la même adresse du Quai de Bourbon n° 19, comme fondateur, avec Augustin Genard, négociant au n° 3 de la rue Saint-Amand, et Jean-Baptiste Leclercq, propriétaire au n° 173 de la rue du Faubourg Saint-Martin, d'une société en commandite pour l'impression et les applications en relief imitant les broderies d'or et d'argent. Cette société est établie au Quai de Bourbon, n° 19, sous la raison sociale Genard et Compagnie avec effet au 1er janvier 1858[43].
- Le 16 mars 1867, il gagna un procès contre la Société générale de Belgique ; elle lui versera la somme de 250 000 francs (or).[réf. nécessaire]
- Il offrit un vitrail armorié qui représente Saint-Joseph de Nazareth[44] tenant son bâton fleuri à l'église Notre-Dame du Sablon de Bruxelles.

## Œuvres
- Affiche autorisée par le Gouvernement provisoire exposant deux lettres signées, l'une Meeûs-Vandermaelen et l'autre par son beau-frère et cousin germain Ferdinand Meeûs, datée du 1er octobre 1830 et des recommandations du Comité central à tous les citoyens pour assurer le maintien de l'ordre public et de la tranquillité[45].
- Faites et Allez !  Réclamation des cultivateurs, industriels et commerçants, Bruxelles, A. Mertens, décembre 1830.
- Pétition distribuée aux membres du Congrès national, 1831.
- La question de la dette hollandaise mise à la portée des enfants, Bruxelles, A. Mertens, 1831.
- Lettre au comte Félix de Mérode, Bruxelles, A. Mertens, 1832.
- De la politique du moment en Belgique suivi de la dette hollandaise mise à la portée des enfants, Bruxelles, Société encyclopédique, 1838.
- De la politique du moment : considérations sur le Traité des XXIV articles, Bruxelles, 1839.
- La question de la dette hollandaise, 2e éd., 1839.
- Le vœu : hymne promis à Notre-Dame-de-la-Garde dans un péril de mer, Bruxelles, Société des Beaux-Arts, 1841. IL y inclut une lettre dédicatoire et la réponse du cardinal Engelbert Sterckx du 9 juin 1840.
- Compte-fait de la Loi sur les sucres, Bruxelles, Périchon, 1843.
- Du gouvernement de l'industrie, Bruxelles, Périchon, 1844.
- Du gouvernement de l'industrie pour prévenir une fausse organisation du travail, Bruxelles, Decq, 1848.
- Quelques mots sur la Caisse du Crédit foncier, Bruxelles, A. Labroue, 1851.
- Joseph Meeûs devant la Société Générale pour favoriser l'Industrie nationale, Bruxelles, A. Labroue, 1857.
- Roi, royaume, capitale, palais avec un plan d'emplacement d'un palais des rois belges, Edition de l'Etablissement géographique de Bruxelles; seconde édition chez Labroue et Mertens, 1860.
- Un peuple volé[46]
- Idées premières sur l'usure actuelle, thèse d'économie chrétienne présentée et soumise à l'Assemblée générale des catholiques à Malines (session de 1864)[47], A. Mertens, 1864.
- Idées premières sur la liberté de l'usure, thèse d'économie universelle, A. Mertens et fils, 1865.

En collaboration avec A. Van Langenhove, il a écrit 
- De l'Agriculture en quinconce au moyen d'un nouveau système d'instruments : du rayonneur sarcloir, du semoir à poquets, (2 cahiers) Imprimerie et Librairie d'agriculture et d'Horticulture de Madame Bouchard-Huzard, Paris, 1854.